# 4864 Nimoy
4864 Nimoy eller 1988 RA5 är en asteroid i huvudbältet som upptäcktes den 2 september 1988 av den belgiske astronomen Henri Debehogne vid La Silla-observatoriet. Den är uppkallad efter den amerikanske skådespelaren Leonard Nimoy, som är bäst känd för sin roll som Spock i den amerikanska science fiction serien Star Trek: The Original Series.
Asteroiden har en diameter på ungefär 11 kilometer.